# 西原正
西原 正（にしはら まさし、1937年8月4日 - ）は、日本の国際政治学者。財団法人平和・安全保障研究所理事長。国際安全保障学会会長。防衛大学校名誉教授。専門は、国際政治学。大阪府出身。

## 略歴
- 1962年 - 京都大学法学部卒業
- 1972年 - Ph.D（ミシガン大学大学院政治学研究科）
- 1973年 - 京都産業大学助教授
- 1975年 - 同教授
- 1977年 - 防衛大学校教授
- 1981年  - ロックフェラー財団研究員（兼任）（ - 1982年）
- 1993年 - 防衛研究所第1研究部長（兼任）（ - 1996年）
- 1997年 - 防衛大学校社会科学教室主任（兼任）（ - 2000年）
- 2000年 - 「対外関係タスクフォース」メンバー（小泉純一郎総理の私的懇談会）（兼任）（ - 2002年）
- 2000年 - 第7代防衛大学校長（ - 2006年）
- 2006年 - 防衛大学校定年退任。財団法人平和・安全保障研究所理事長
- 2008年11月 - 瑞宝重光章受章[2]
- 2012年 - 正論大賞受賞[3]

## 著書

### 単著
- The Japanese and Sukarno's Indonesia : Tokyo-Jakarta Relations, 1951-1966, (University Press of Hawaii , 1976).
- East Asian Security and the Trilateral Countries : a Report to the Trilateral Commission,(New York University Press , 1985).

『東アジアの安全保障と日米欧諸国――日米欧委員会タスク・フォース報告』（日米欧委員会日本委員会, 1986年）
- 『戦略研究の視角――安全保障戦略読本 平和と安全のための12章』（人間の科学社, 1988年）

### 編著
- Old Issues, New Responses : Japan's Foreign and Security Policy Options,(Brookings Institution Press , 1998)

### 共編著
- （セリグ・S・ハリソン）『国連PKOと日米安保――新しい日米協力のあり方』（亜紀書房, 1995年）

United Nations Peacekeeping : Japanese and American Perspectives, co-edited with Selig S. Harrison, (Carnegie Endowment for International Peace , 1995).
- （ジェームス・W・モーリー）『台頭するベトナム――日米はどう関わるか』（中央公論社, 1996年）

Vietnam joins the World, co-edited with James W. Morley, (M.E.Sharpe , 1997).
- （土山實男）『日米同盟Q＆A――全貌をこの1冊で明らかにする』（亜紀書房, 1998年）

### 訳書
- （編訳）『東南アジアの政治的腐敗』（創文社, 1976年）